# Fons honorum

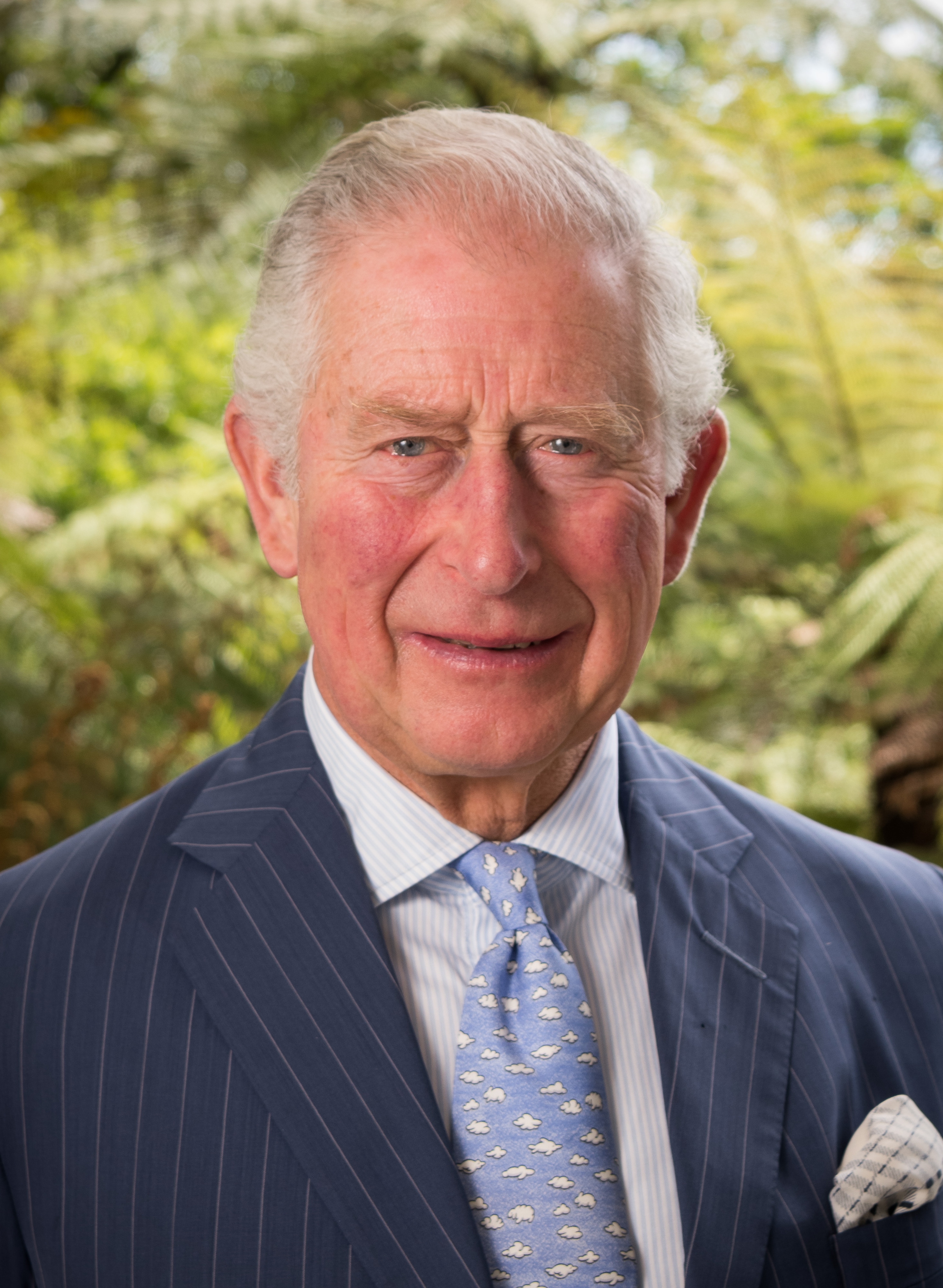
Le roi Charles dispose du fons honorum dans les territoires où il exerce sa souveraineté.

Le fons honorum (du latin, signifiant « source d’honneurs ») est une notion se rapportant à une personne qui, en vertu de sa position officielle, a le droit exclusif d’attribuer légitimement à d’autres personnes des titres de noblesse et des ordres de chevalerie.

## Origines
Pendant le Moyen Âge classique, les chevaliers européens sont essentiellement des guerriers cuirassés et montés à cheval ; il est d’usage chez les chevaliers de conférer à leurs meilleurs soldats le rang de chevalier, qui à leur tour peuvent en faire autant vis-à-vis de ceux qu’ils commandent. Pour cette raison, la plupart du temps au Moyen Âge, il était possible à des particuliers de fonder leur propre ordre de chevalerie.
Le XIIIe siècle voit en revanche la tendance chez les monarques, à commencer par le roi Frédéric Ier de Sicile (l’empereur Frédéric II) en 1231, à se réserver le droit de fons honorum, en abrogeant progressivement aux chevaliers le droit d’élever leurs écuyers à la chevalerie. Après la fin du féodalisme et avec le montée en puissance des États-nations, les ordres et les rangs de chevalerie, parallèlement aux titres de noblesse (dans le cas des monarchies), deviennent le domaine du monarque (du chef de l’État), qui récompense ses loyaux sujets — en d’autres termes, le chef d’État devient la « fontaine à honneurs » de la nation.
Néanmoins, beaucoup de chevaliers militaires d’extraction ancienne se sont agacés de ce qu’ils considéraient comme une atteinte à leur indépendance par le pouvoir royal. Julian Pitt-Rivers, anthropologue social britannique, note que « alors que le souverain est la « fontaine d’honneurs » en un sens, il est aussi l’ennemi des honneurs dans un autre, depuis qu’il prétend arbitrer ceux-ci ». Au début du XIIIe siècle, quand un auteur inconnu compose L’Histoire de Guillaume le Maréchal — une biographie en vers de Guillaume le Maréchal, premier comte de Pembroke, qui est souvent considéré comme le plus grand chevalier médiéval anglais — l’historien Richard W. Kaeuper note que « l’auteur [y] déplore le fait que, à son époque, l’esprit de la chevalerie ait été emprisonné ; la vie du chevalier errant, charge-t-il, a été réduite à celle du justiciable devant les tribunaux ».

## Légalité de l’honneur
La question de savoir si un ordre est un ordre de chevalerie légitime ou fantaisiste coïncide avec l’objet du fons honorum. Une source légitime d’honneurs est une personne ou une entité qui a détenu une forme de souveraineté lorsque l’ordre a été établi et, puisque cet ordre dépend en définitive de l’autorité de l’État, il a pu aussi bien été exercé par un souverain régnant qu’un président de la République ; ceci distingue les ordres de chevalerie des organisations privées,. Les personnes privées, aussi bien roturiers, chevaliers que nobles , ne peuvent avoir le droit de conférer des titres de noblesse ou des ordres de chevalier à d’autres.
Au Royaume-Uni, selon le site officiel de la monarchie britannique, « en tant que fons honorum, le roi a le droit exclusif de conférer tous les titres d’honneurs, y compris les pairies viagères, les titres de chevalerie, ou encore les prix de bravoure ». Toutefois, certaines sociétés privées, comme la Royal Humane Society, ont la permission du monarque de décerner des médailles qui peuvent être portées sur le côté droit d’un uniforme plutôt que l’habituel côté gauche. En France, à de très rares exceptions près, ordres et médailles non gouvernementales ne sont autorisées à être portées[réf. nécessaire]. En Espagne, le fons honorum, une des manifestations de la souveraineté du chef de l’État, est le roi Felipe VI.